# Chiese di Cosenza
Elenco di chiese di Cosenza, intese come edifici di culto cristiani di interesse monumentale.

## Elenco
- Duomo di Cosenza
- Chiesa di Sant'Agostino
- Chiesa delle Cappuccinelle
- Chiesa della Madonna del Carmine
- Chiesa di Santa Chiara (sconsacrata)
- Chiesa del Santissimo Crocifisso
- Chiesa di San Domenico
- Chiesa di San Francesco d'Assisi
- Chiesa di San Francesco di Paola
- Chiesa di San Gaetano
- Chiesa di San Giovanni Battista
- Chiesa di San Giovanni Gerosolimitano
- Chiesa di San Giovanni a Portapiana
- Chiesa di Santa Maria della Sanità
- Chiesa di Santa Maria delle Vergini
- Chiesa di San Nicola
- Oratorio di San Rocco
- Oratorio del Suffragio
- Chiesa di Santa Teresa
- Chiesa del Santissimo Salvatore
- Santuario del Santissimo Crocifisso